# رایس (تگزاس)
رایس، تگزاس (به انگلیسی: Rice, Texas) یک شهر در ایالات متحده آمریکا با جمعیت ۷۹۸ نفر است که در تگزاس واقع شده‌است.

## موقعیت جغرافیایی
موقعیت جغرافیایی شهرها و مناطق اطراف به شرح زیر است: